# Ігор Борас
Ігор Борас (босн. Igor Boras, 10 лютого 1968, Сараєво, СФРЮ) — боснійський бобслеїст. Брав участь в зимових Олімпійських іграх 1994 року в Ліллегамері в складі четвірки.